# Event Horizon Telescope

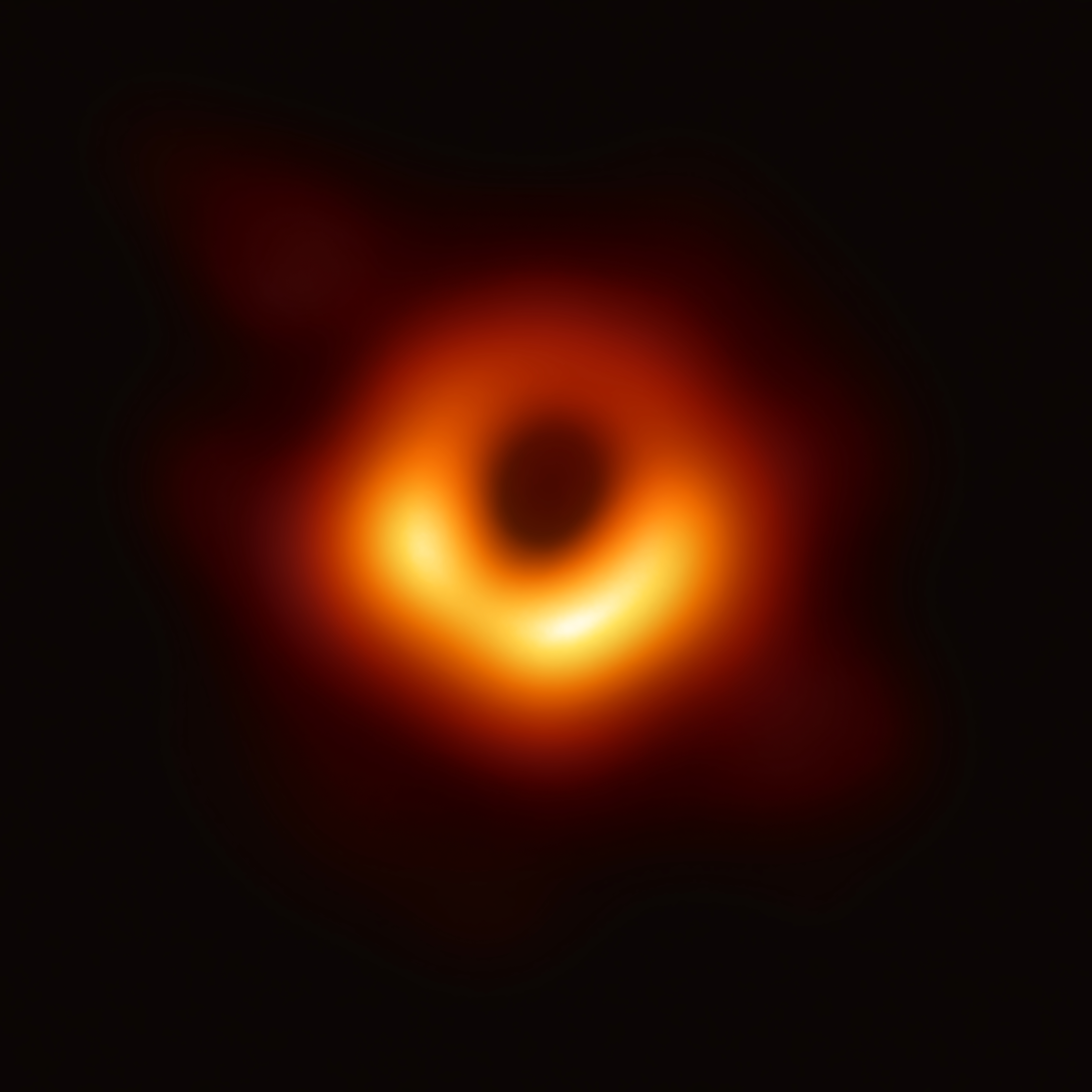
Een donkere vlek omringd door een oranje ring, dat is het beeld dat Event Horizon Telescope met radiogolven met een golflengte van 1,3 mm maakte van de kern van M87. De zwarte vlek in het midden is de schaduw van het zwarte gat die groter is dan de waarnemingshorizon. De diameter van de ring is 42 ± 3 micro-boogseconden.

De Event Horizon Telescope (EHT) is een grote samengestelde telescoop die bestaat uit een wereldwijd netwerk van radiotelescopen. Met de EHT worden de gegevens van verschillende radiotelescopen aan elkaar gekoppeld door VLBI. Zo kan men hemellichamen waarnemen die moeilijk in kaart te brengen zijn, zoals de waarnemingshorizons van superzware zwarte gaten. Het onderzoek richt zich met name op de twee zwarte gaten die de grootste hoek aan de hemel beslaan, gezien vanaf de Aarde. Het gaat om de zwarte gaten Pōwehi in het centrum van het elliptisch sterrenstelsel Messier 87 (M87) en Sagittarius A* (Sgr A*) in het centrum van de Melkweg. Ook de quasar 3C 279 en de jet in Centaurus A zijn waargenomen met de EHT.

## Telescopen

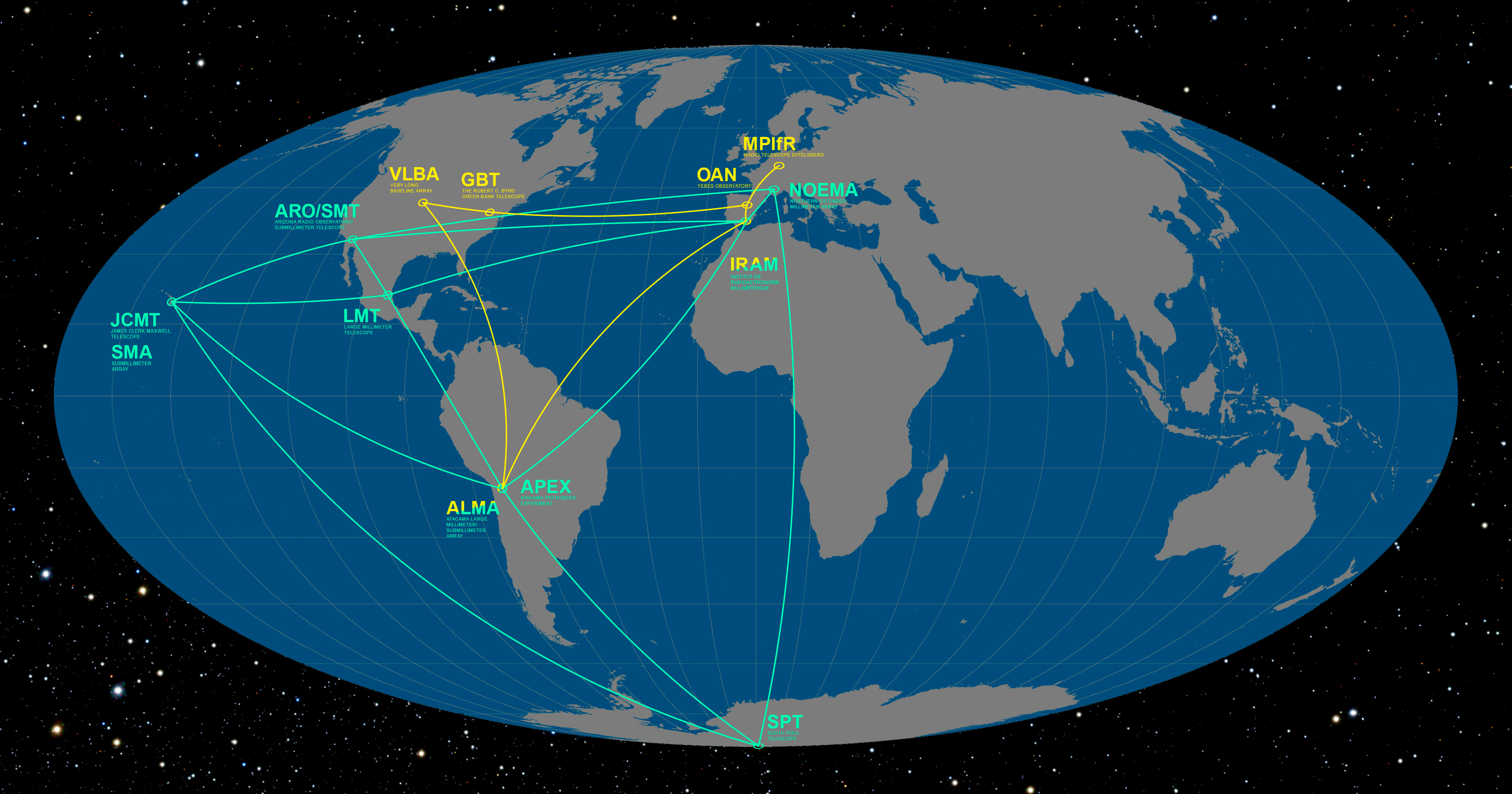
Overzicht van de verschillende radiotelescopen waaruit de EHT in 2017 was opgebouwd (groen). In geel is aangegeven een vergelijkbare telescoop die waarneemt bij een langere golflengte (Global mm-VLBI Array).

De Event Horizon Telescope is een internationaal project dat in 2009 na grondige theoretische en technische voorbereidingen begon met telescopen in Arizona, Californië en Hawaï. Het aantal deelnemende telescopen is in de loop der jaren steeds groter geworden. Er wordt gemeten bij een golflengte van 1,3 mm. 
In 2017 werd gemeten met acht telescopen: de Submillimeter Telescope in Arizona, het Atacama Large Millimeter Array en het Atacama Pathfinder Experiment in Chili, het Submillimeter Array en de James Clerk Maxwell Telescope in Hawaï, de Large Millimeter Telescope in Mexico, de South Pole Telescope op de Zuidpool, en de IRAM 30m telescope in Spanje. 
In 2018-2020 zijn de Greenland Telescope in Groenland, het Northern Extended Millimeter Array in Frankrijk, en de ARO 12m Radio Telescope in Arizona toegevoegd aan de EHT.
Verdere waarnemingen met meer telescopen bij een kortere golflengte (0,85 mm) kunnen nog scherpere beelden opleveren.

## Resultaten
Op 10 april 2019 werd bekend dat astronomen met de EHT voor het eerst een afbeelding hadden gemaakt van de omgeving van een zwart gat: de fotonengordel rond de waarnemingshorizon van het superzware zwarte gat in het sterrenstelsel M87, en van de schaduw van die horizon. Het zwarte gat zelf is onzichtbaar. Deze metingen zijn gedaan op 5, 6, 10, en 11 april 2017. 
In maart 2021 is ook een analyse gepubliceerd van de polarisatie van de radiostraling waarmee magneetvelden in kaart gebracht kunnen worden. 

## Eerbewijzen
Het Event Horizon Science Team van 347 wetenschappers ontving de 2020 Breakthrough Prize in Fundamental Physics evenals de Albert Einsteinmedaille. Het resultaat uit 2019 werd ook benoemd tot de Doorbraak van het Jaar.